# Station Villefranque
Station Villefranque is een spoorweghalte in de Franse gemeente Villefranque.